# Roger Rossat-Mignod
Pour les articles homonymes, voir Rossat.
Roger Rossat-Mignod, né le 23 septembre 1946 à Flumet, est un skieur alpin français.
Le 9 décembre 1973, il est exclu de l'équipe de France avec Jean-Noël Augert, Henri Duvillard, Patrick Russel, Britt et Ingrid Lafforgue, décidée à Val-d'Isère en décembre 1973, à quelques mois des championnats du monde de Saint-Moritz. Cette décision qui décapite le ski français des plus grands champions de l'époque leur a valu par la suite une réhabilitation et des excuses de la part de la Fédération française de ski.

## Coupe du monde
- Meilleur résultat au classement général : 11e en 1972
  - 1 victoire : 1 géant

### Saison par saison
- Coupe du monde 1967 :
  - Classement général : 29e
- Coupe du monde 1969 :
  - Classement général : 37e
- Coupe du monde 1970 :
  - Classement général : 66e
- Coupe du monde 1971 :
  - Classement général : 34e
- Coupe du monde 1972 :
  - Classement général : 11e
    - 1 victoire en géant : Berchtesgaden
- Coupe du monde 1973 :
  - Classement général : 47e

## Arlberg-Kandahar
- Meilleur résultat : 11e place dans la descente 1969 à Sankt Anton